# Saurida wanieso
Espèce
Saurida wanieso est une espèce de poissons de la famille des Synodontidae (les poissons-lézards). Il se rencontre dans la région indo-pacifique.

## Systématique
L'espèce Saurida wanieso a été décrite en 1972 par Shigeaki Shindo et Umeyoshi Yamada.

## Description
Saurida wanieso peut mesurer jusqu'à 65 cm.